# Jasień (berg i Tjeckien)
Jasień är ett berg i Tjeckien.   Det ligger i regionen Pardubice, i den östra delen av landet, 170 km öster om huvudstaden Prag. Toppen på Jasień är 935 meter över havet.
Terrängen runt Jasień är huvudsakligen kuperad, men åt sydväst är den platt.Runt Jasień är det glesbefolkat, med 13 invånare per kvadratkilometer. Närmaste större samhälle är Králíky, 6,9 km söder om Jasień. Omgivningarna runt Jasień är en mosaik av jordbruksmark och naturlig växtlighet.